# 正福寺 (川崎市宮前区)
正福寺（しょうふくじ）は、神奈川県川崎市にある天台宗の寺院。詳名は医王山法徳院正福寺（医王山正福寺法徳院）。多摩七薬師の一つである

## 歴史
創建は江戸時代中期と伝わるが詳細は不明。開山は阿闍梨了廓と伝わり、中興の僧は1752年 (宝暦2年)に亡くなったと伝わる。創建時は第六天社と共に土橋太田と言う小字にあった。
天保年間(1830年～1844年)に、第六天社と共に焼失し、現在地に再建された。

## 境内
- 馬頭観音 -  1827年（文政10年）建立の刻像塔[8]。
- 馬頭観音 -  1841年（天保12年）建立の文字塔[8]。道標を兼ね、南大山道、東二子道、北登戸道、西王禅寺道と刻まれている[4]。
- 馬頭観音 - 1855年（安政2年）建立の刻像塔[8]。
- 庚申塔 -  1747年（延享4年）建立の青面金剛刻像塔[9]。
- 地神塔 - 1872年（明治5年）建立の文字塔[10]。
- 六地蔵 - 1972年（昭和47年）建立の「延命地蔵尊」[11]ほか。
- 巡拝塔 - 1869年（明治2年）建立[12]。
- 句碑 - 1974年（昭和49年）建立の内野琴月句碑[13]。
- 無縫塔 - 1797年（寛政9年）建立。「権律師法印宗珠霊位」[14]。
- 石庭

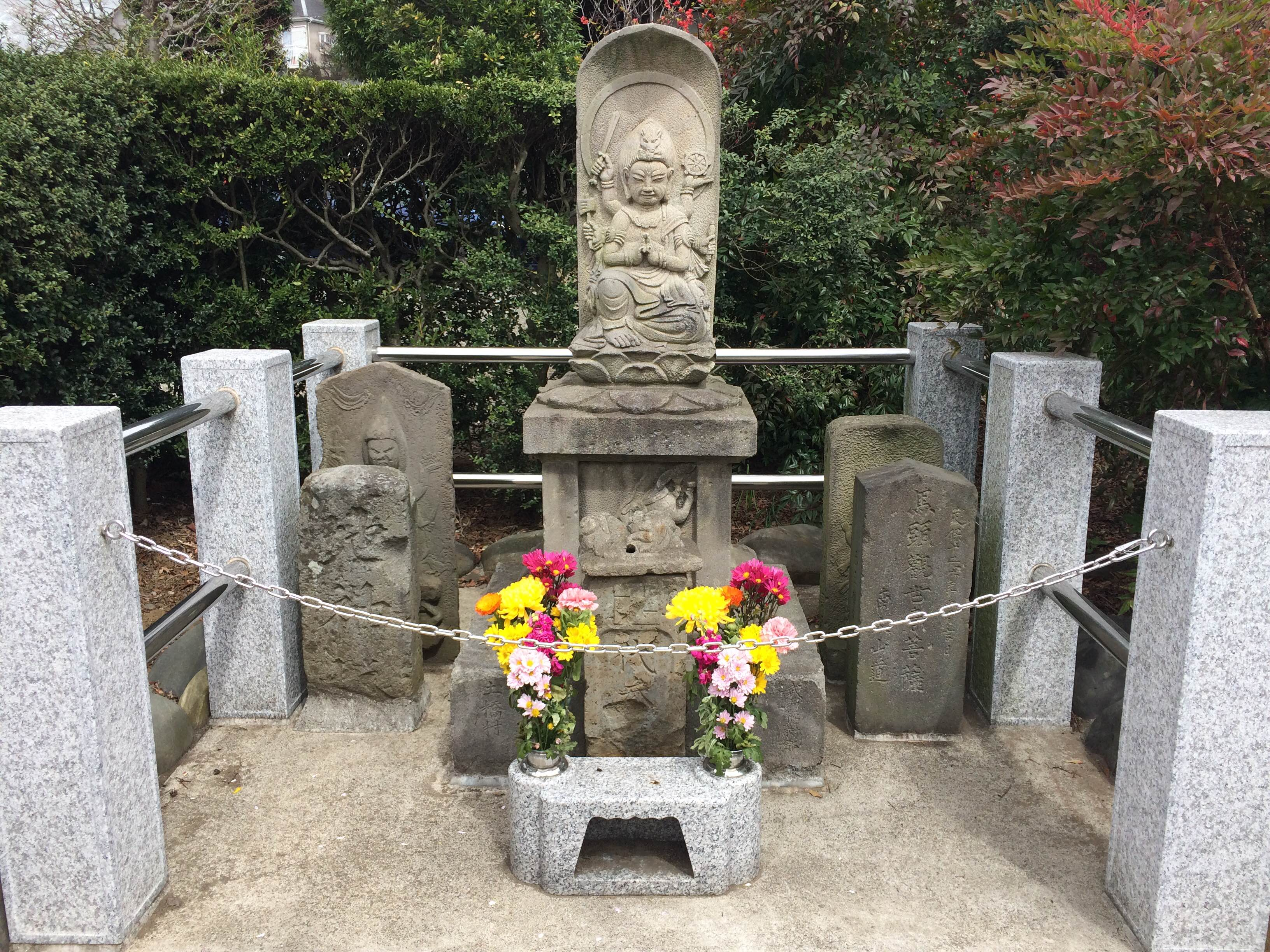
馬頭観音、地神塔、庚申塔
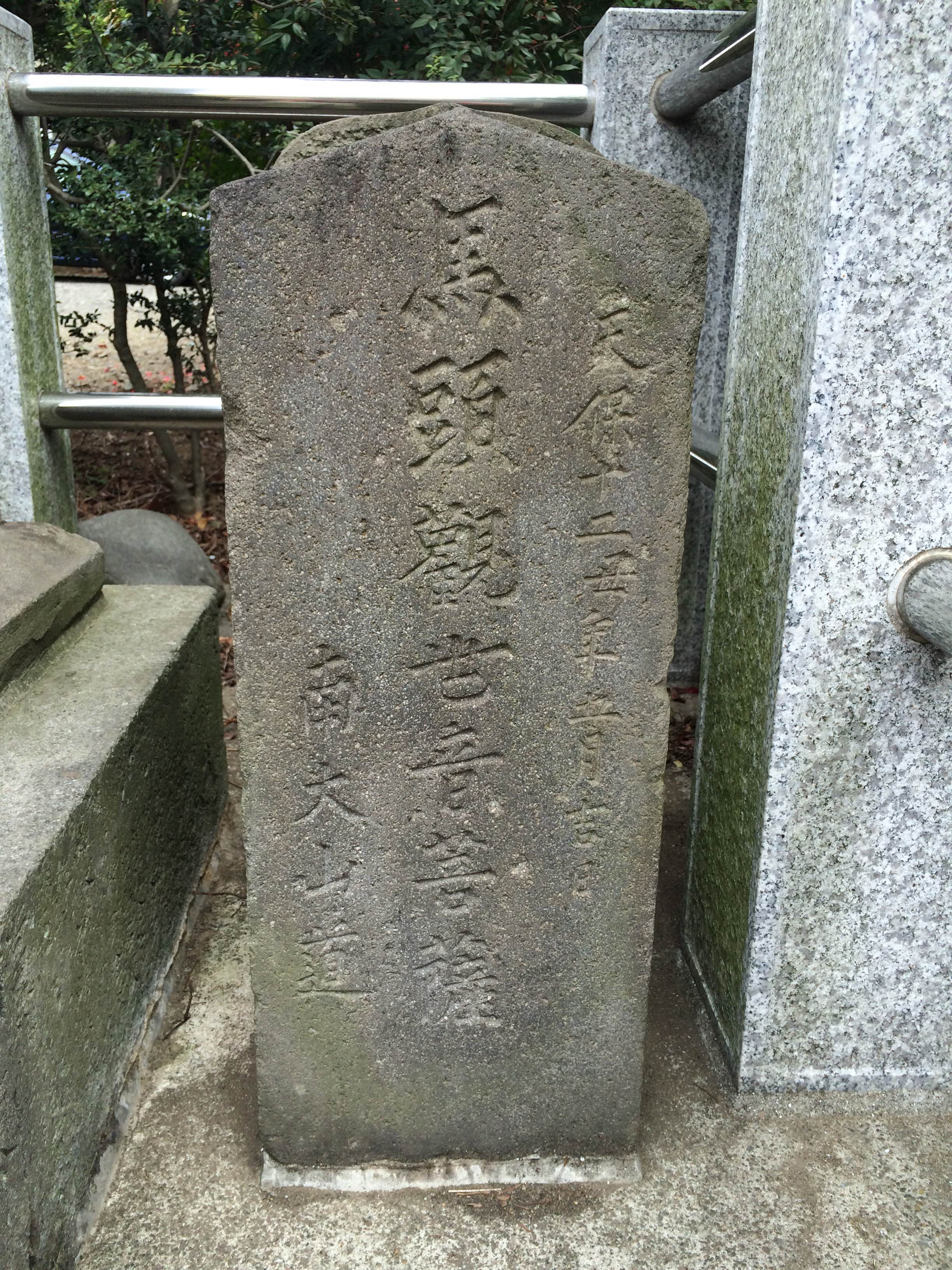
大山道道標を兼ねた馬頭観音
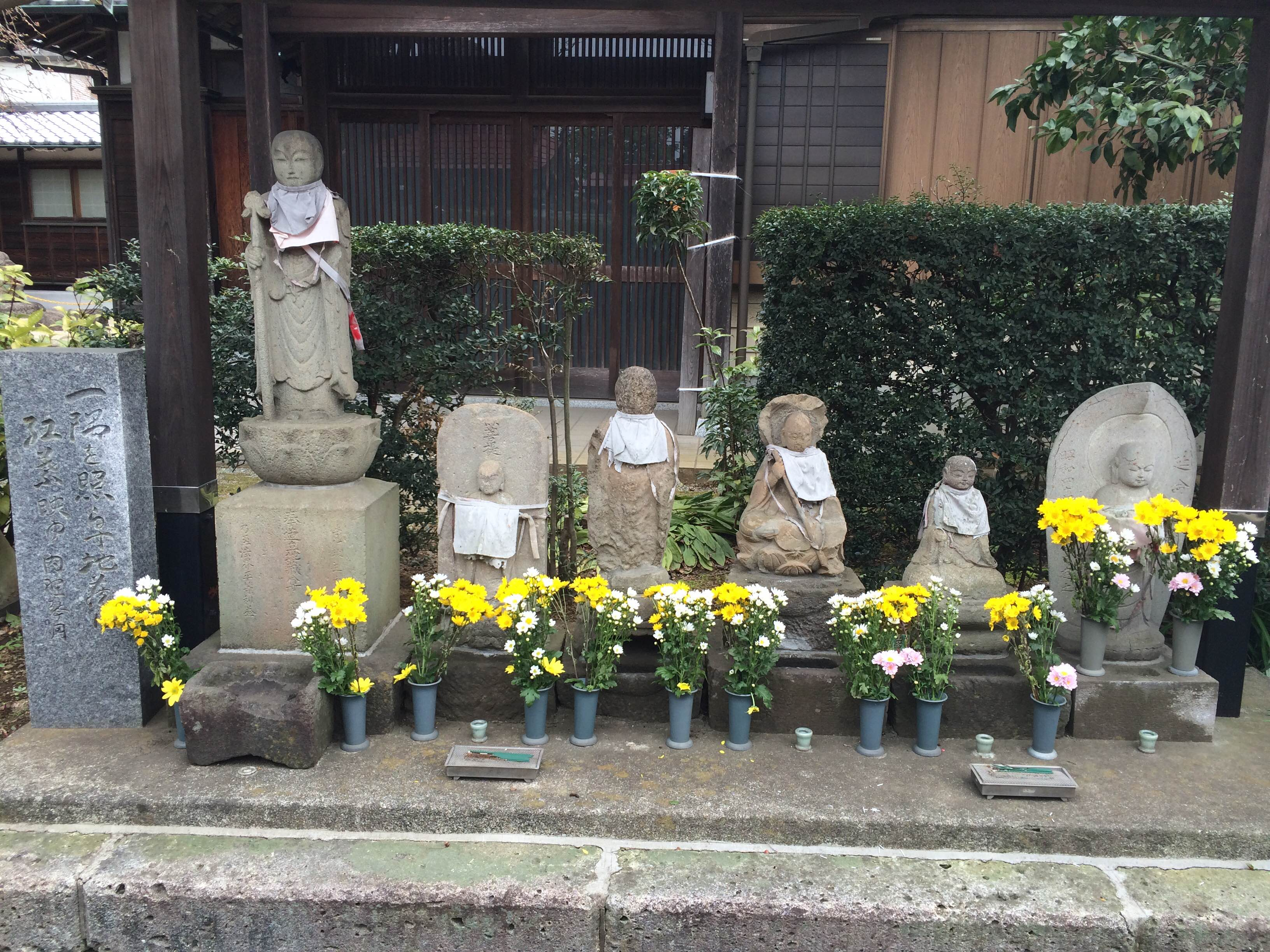
六地蔵と句碑
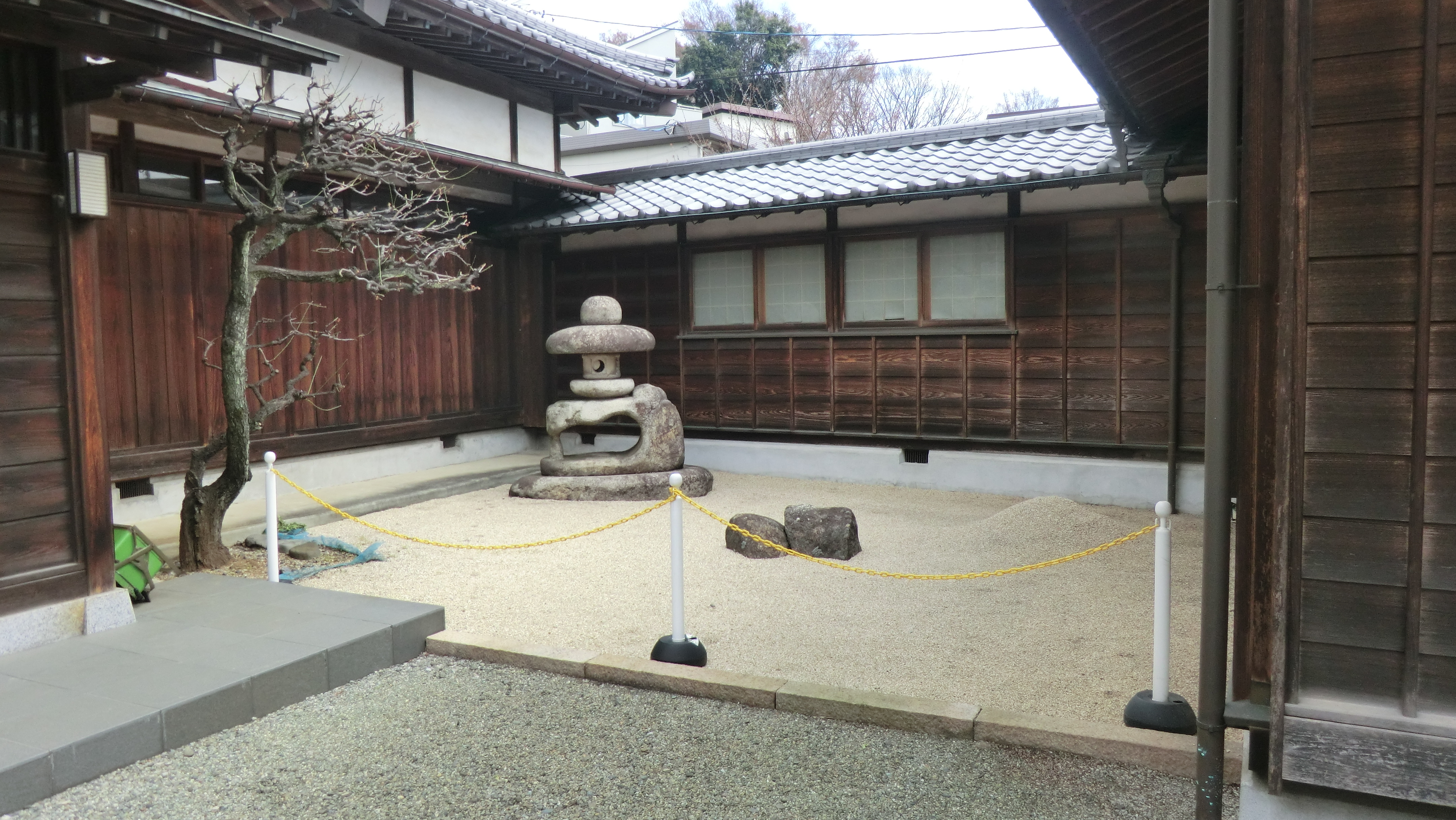
石庭

## 文化財
- 薬師如来立像 - 本尊。作年不詳の一木造り[7]。
- 日光・月光菩薩立像 - 本尊脇侍。江戸時代作の寄せ木造り[7]。
- 阿弥陀如来像 - 木造、台座に1695年（元禄8年）の墨書銘[7]。

## 年中行事
- 正月、5月、9月 護摩
- 4月8日 花祭り
- 8月12日 施餓鬼会

## 交通アクセス
- 鉄道
  - 東急田園都市線「宮前平駅」または「鷺沼駅」徒歩10〜15分[2]